# Bernard Newman
Bernard Charles Newman (ur. 8 maja 1897 w Ibstock w Anglii, zm. 19 lutego 1968 w Londynie) – brytyjski pisarz i podróżnik. Był autorem ponad 140 książek, zarówno beletrystycznych, jak i literatury faktu. Jego beletrystyka obejmowała powieści kryminalne, sztuki teatralne, science fiction i książki dla dzieci. Pisał też książki o polityce oraz relacje z licznych podróży. Był uważany za autorytet w dziedzinie szpiegostwa.

## Biografia
Urodził się w 1897 roku w Ibstock w Anglii. Brał udział w I wojnie światowej, w czasie której został zwerbowany do francuskiego kontrwywiadu. Po wojnie pracował na różnych stanowiskach. Próbował też swoich sił jako muzyk. W okresie międzywojennym Newman spędzał wakacje na długich samotnych podróżach rowerowych po Europie. Napisał około 20 książek, będących relacjami z tych podróży. Książki te zawierały informacje o geografii, historii, wydarzeniach politycznych, oraz mieszkańcach zwiedzanych krajów.
Wykłady Newmana interesowały Adolfa Hitlera i Franklina Roosevelta, a także Senat Stanów Zjednoczonych.
W okresie II wojny światowej prawdopodobnie współpracował z wywiadem brytyjskim, choć nie jest to do końca wyjaśnione. Wiadomo jednak, że podczas niektórych z podróży wysyłał raporty do rządu brytyjskiego. Informował w nich o ruchach wojsk, granicach i innych obszarach zainteresowania Ministerstwa Obrony Wielkiej Brytanii. Raporty te koncentrowały się głównie na krajach Europy Wschodniej.
W 1934 roku pisarz odwiedził też Polskę. Relacje z tych podróży zawarł w książce Pedalling Poland (1935). Dzieło to zostało przetłumaczone przez Ewę Kochanowską na język polski i opublikowane w 2021 roku pod tytułem "Rowerem przez II RP. Niezwykła podróż po kraju, którego już nie ma" (wcześniej w 1938 i 2014 roku publikowano tylko jego fragmenty dotyczące Huculszczyzny).
W 2022 roku wydana została książka "Rowerem przez Polskę w ruinie" (reportaż z podróży Newmana po Polsce w roku 1945). W 2023 roku wydano następną książkę: "Rowerem przez Polskę Ludową" (reportaż z wizyty w Polsce w roku 1958). Natomiast w 2024 roku została wydana ostatnia część cyklu podróży: "Rowerem wokół Bałtyku" (reportaż z podróży brzegiem Morza Bałtyckiego 1938).
Innym dziełem pisarza tłumaczonym na polski jest powieść Szpieg. Jest to dzieło fikcyjne, jednak w setkach recenzji w kilkudziesięciu gazetach książka błędnie została uznana za fakt oparty na własnych wyczynach autora. Główny jej bohater nazywa się Bernard Newman.

## Publikacje[10]
- Character Monologues and How To Perform Them (1926)
- Round About Andorra (1928)
- The Cavalry Went Through (1930)
- Armoured Doves, A Peace Book (1931)
- The Fifth Army (1931)
- Hosanna! The Remarkable Novel (1933)
- Death in the Valley, a Tale Based On the Origin of the Oberammergau Passion Play (1934)
- Death of a Harlot (1934)
- In the Trail of the Three Musketeers (1934)
- Anthology of Armageddon (1935, z Idrisynem O. Evans, Dennisem Archer)
- Pedalling Poland (1935)
- Secret Servant = Secret Servant (1935)
- Spy (1935)
- The Blue Danube: Black Forest to Black Sea (1935)
- Albanian Back-door (1936)
- Cycling in France, Northern (1936)
- German Spy (1936)
- The Mussolini Murder Plot (1936)
- Tunnellers, The Story of the Tunnelling Companies, Royal Engineers, During the World War (1936, z W. Grantem Grieve)
- I Saw Spain (1937)
- Lady Doctor Woman Spy (1937)
- Albanian Journey (1938)
- Danger Spots of Europe (1938)
- Death Under Gibraltar (1938)
- Ride to Russia (1938)
- Scotland Yard Alibi (1938)
- Baltic Roundabout (1939)
- Siegfried Spy (1939)
- Savoy! Corsica! Tunis! Mussolini’s Dream Lands (1940)
- The Story of Poland (1940)
- Secrets of German Espionage (1940)
- Death to the Fifth Column (1941)
- One Man’s Year (1941)
- Balkan Spy (1942, jako Don Betteridge)
- Black Market (1942)
- Secret Weapon (1942)
- The New Europe (1942)
- American Journey (1943)
- The Escape of General Gerard (1943)
- Balkan Background (1944)
- Second Front – First Spy (1944)
- British Journey (1945)
- Dictator’s Destiny (1945)
- Spy Catchers (1945, zbiór 31 opowiadań)
- The Spy in the Brown Derby (1945)
- Dead Man Murder (1946)
- Russia’s Neighbour, the New Poland (1946)
- Middle Eastern Journey (1947)
- The Red Spider Web: The Story of Russian Spying in Canada (1947)
- The Potsdam Murder Plot (1947)
- Baltic Background (1948)
- Moscow Murder (1948)
- News from the East (1948)
- The Captured Archives: The Story of the Nazi-Soviet Documents (1948)
- The Flying Saucer (1948)
- Come Adventuring With Me (1949)
- Mediterranean Background (1949)
- Shoot! (1949)
- Turkish Crossroads (1951)
- Both sides of the Pyrenees (1952)
- Soviet Atomic Spies (1952)
- Tito’s Yugoslavia (1952)
- Morocco Today (1953)
- Report on Indochina (1953)
- Ride to Rome (1953)
- Berlin and Back (1954)
- The Sosnowski Affair: Inquest On a Spy (1954)
- Still Flows the Danube (1955)
- North African Journey (1955)
- They Saved London (1955)
- Inquest on Mata Hari (1956)
- Real Life Spies (1956)
- One Hundred Years of Good Company: Published On the Occasion of the Ruston Centenary 1857– 1957 (1957)
- Speaking from Memory (1960)
- Bulgarian Background (1961)
- The World of Espionage (1962)
- The Blue Ants: The First Authentic Account of the Russian-Chinese War of 1970 (1962)
- Behind the Berlin Wall (1964)
- Background to Vietnam (1965)
- Evil Phoenix (1966)
- Turkey and the Turks (1968)
- Spy and counter spy: Bernard Newman’s story of the British Secret Service (1970)